# تنگنا (آلبوم)
تنگنا نام یک آلبوم موسیقی اثر اسفندیار منفردزاده، هنرمند ایرانی است که در سبک پاپ تهیه شده و دارای ۲۰ آهنگ است.

## فهرست آهنگ‌ها
| ردیف | آهنگ              |
| ۱    | نماز              |
| ۲    | جمعه۱             |
| ۳    | بین ما            |
| ۴    | دیگه اشکم         |
| ۵    | تنگنا۱            |
| ۶    | تنگنا۲            |
| ۷    | گنجشکک اشی‌مشی     |
| ۸    | (مرد تنها (بی‌کلام |
| ۹    | وحدت              |
| ۱۰   | کودکانه           |
| ۱۱   | یه شب مهتاب       |
| ۱۲   | جمعه۲             |
| ۱۳   | داش               |
| ۱۴   | شبانه             |
| ۱۵   | طلوع کن           |
| ۱۶   | حالا              |